# Казанский русский национальный клуб
Казанский Русский Национальный Клуб (КРНК) — монархическая общественно-политическая организация, действовавшая в городе Казани в период подготовки и проведения выборов в Государственную Думу четвёртого созыва.

## Возникновение, учредители
КРНК был учреждён 31 января (13 февраля) 1912 г. в Казани на базе функционировавшего с декабря 1911 г. под председательством профессора Императорского Казанского Университета Н. Ф. Высоцкого «Казанского Русского Избирательного Комитета» (КРИК), всех членов которого «в видах пользы дела» решено было включить в состав его руководства.
Учредителями КРНК выступили десять известных в общественных и монархических кругах деятелей: профессор Н. Ф. Высоцкий, дворяне Д. А. Лебедев, Л. Я. Лихачёв, В. В. Обухов, редактор газеты «Казанский Телеграф» Н. А. Ильяшенко, титулярный советник А. Е. Дубровский, коллежский секретарь Н. Е. Дубровский, купец Г.(Е.) П. Отпущенников, свияжский мещанин Ф. Я. Степаньшин и присяжный поверенный Ю. Ю. Кудинов.
На учредительном собрании КРНК, состоявшемся вечером 31 января (13 февраля) 1912 г. «в зале дворянского депутатского собрания» под председательством Н. Ф. Высоцкого, помимо него, «блестящую, вдохновенную речь произнёс член Государственной Думы Н. Д. Сазонов». В дебатах приняли участие князь П. Л. Ухтомский, Д. И. Образцов, Н. А. Засецкий, Е. Е. Софронов, А. Е. Дубровский, Ф. В. Бутенин и другие. Был обсуждён устав КРНК, в который внесены некоторые редакционные поправки, а также выбраны старшины клуба и кандидаты к ним.

## Программа, идеология
С несущественными поправками КРНК принял программные установки столичного «Всероссийского Национального Клуба», занимавшего промежуточное положение между политическими организациями умеренно-монархического и черносотенного лагеря.
Устав клуба был утверждён постановлением Казанского губернского по делам об обществах Присутствия под председательством исправлявшего должность Казанского губернатора, Казанского вице-губернатора Г. Б. Петкевича 20 марта (2 апреля) 1912 г.
Согласно уставу, целью КРНК являлось объединение лиц, «стремящихся к благу и величию единой, неделимой России и к осуществлению русских национальных задач на началах, положенных в основу Русского Государственного Строя».
Согласно § 3 устава КРНК, он состоял «из почётных, действительных и пожизненных членов». Членами клуба не могли быть «лица несовершеннолетние, учащиеся, состоящие на действительной военной службе нижние чины, а также лица, подвергшиеся ограничению прав по суду, и евреи, как по вере, так и по происхождению их». Лица, сочувствующие задачам КРНК, но не состоящие его членами , допускались в клуб «по рекомендации одного из членов, в качестве посетителей».
КРНК имел право устраивать собрания, собеседования, чтения и доклады, а также спектакли, концерты и иные развлекательные и просветительные мероприятия, издавать и распространять периодические и иные печатные издания, содержать для надобностей своих членов библиотеку.
Средства КРНК черпались из обычных для светских клубов источников: членских взносов, платы, взимавшейся с посетителей, доходов от имуществ, печатных изданий, игр, пожертвований, штрафов, сборов с собраний, спектаклей и т.д.

## Руководящие органы
Управление КРНК осуществляло Общее Собрание членов, избиравшее Совет старшин, который в свою очередь выбирал из своей среды председателя, его товарища (заместителя), казначея и секретаря.
В состав Совета старшин и кандидатов на этот пост, помимо большинства его учредителей, входили профессора Г. П. Кириллов, Ф. М. Флавицкий, купцы В. Ф. Булыгин, Ф. В. Бутенин, Л. А. Матвеевский, Е. Е. Софронов, дворяне Н. А. Мельников, Н. Д. Сазонов, Н. С. Теренин, гвардии полковник в отставке А. В. Молоствов и чиновник Н. А. Остряков.
Председателем КРНК являлся профессор Н. Ф. Высоцкий.

Приложение к § 13-му Устава Казанского Русского Национального Клуба.
Список Старшин Клуба:
1) Высоцкий Николай Фёдорович, Заслуженный Профессор Казанского Университета.
2) Лебедев Дмитрий Александрович, дворянин.
3) Молост[в]ов Аркадий Владимирович, Гвардии Полковник в отставке.
4) Отпущенников Егор Петрович, Казанский купец.
5) Лихачёв Лев Яковлевич, Гвардии Капитан.
6) Дубровский Алексей Ефимович, Титулярный Советник.
7) Мельников Николай Александрович, дворянин.
8) Сазонов Николай Дмитриевич, в должности Гофмейстера Двора ЕГО ВЕЛИЧЕСТВА, дворянин.
9) Ильяшенко Николай Алексеевич, дворянин.
10) Кудинов Юрий Юрьевич, Действительный студент.
11) Бутенин Фёдор Васильевич.
12) Софронов Егор Егорович, Казанский купец.
Кандидаты к ним:
1) Булыгин Василий Фёдорович, Казанский купец.
2) Матвеевский Лаврентий Арефьевич, Казанский купец.
3) Остряков Николай Аристархович.
4) Кириллов Григорий Петрович, Профессор Казанского Ветеринарного Института.
5) Флавицкий Флавиан Михайлович, Заслуженный Профессор Казанского Университета.

6) Теренин Николай Степанович, дворянин.— Устав Казанского Русского Национального Клуба. — Казань: Типография губернского правления, 1912. — С.с. 11 - 12.

## Открытие клуба
Освящение и открытие КРНК «в доме Воротникова, на углу Верхне-Фёдоровской и Бассейной улиц» состоялось 8 (21) сентября 1912 г.
Опоздавший на торжество Казанский губернатор М. В. Стрижевский поспешил 9 (22) сентября 1912 г. поприветствовать Н. Ф. Высоцкого «и от всей души пожелать этому учреждению полного достижения поставленных им задач, направленных к объединению русских людей служению Родине на началах русских заветов».
Характеризуя результаты создания КРНК, историк И. Е. Алексеев отмечал:
Прохождение процесса регистрации и разработка довольно подробного устава наталкивали на мысль о том, что КРНК создавался всерьёз и надолго. Однако на практике он больше напоминал «долгоиграющий» избирательный участок, чем серьёзную политическую организацию. При КРНК имелся даже настоящий буфет,  переживший, судя по документам, своего «содержателя». Если оставить в стороне все тогдашние риторико-политические упражнения по части выяснения истинного значения термина «русский национализм», то можно с уверенностью констатировать, что в рамках этого клуба произошло давно ожидавшееся объединение правого крыла местных октябристов с соглашательскими элементами черносотенного лагеря.

## Политическая деятельность
Основной задачей КРНК стало создание на базе местной октябристской и черносотенных организаций единого избирательного блока и выдвижение от него на выборах в Государственную Думу четвёртого созыва от города Казани общих кандидатов (и в первую очередь — брата министра иностранных дел Российской Империи, депутата Государственной Думы третьего созыва от Казанской губернии «националиста» Н. Д. Сазонова).
Однако «националисты» не учли многое определявший в отношениях между казанскими правыми и умеренными монархистами субъективный фактор (в частности, конкуренцию между университетскими профессорами Н. Ф. Высоцким, М. Я. Капустиным и В. Ф. Залеским), а также переоценили возможности правых октябристов, которым так и не удалось повести за собой весь «Казанский Союз 17 Октября» (КС17О).
В результате появление КРНК повлекло за собой череду расколов внутри местных черносотенных организаций и КС17О.
В итоге вместо ожидавшегося объединения всех правых сил произошло и дробление на три самостоятельных блока («Казанское Царско-Народное Русское Общество», КРИК и «полевевший» КС17О).
Освободившимся от правых элементов октябристам удалось тактически обыграть руководство КРНК, значительно ослабевших черносотенцев и леволиберальный «Внепартийный прогрессивный комитет», проведя от города Казани в Государственную Думу четвёртого созыва своих кандидатов левых октябристов И. В. Годнева (общего кандидата КРИК, КС17О и «прогрессистов») и протоиерея А. В. Смирнова (общего кандидата КС17О и «прогрессистов»).
Из десяти депутатов, выбранных в Государственную Думу четвёртого созыва от города Казани и Казанской губернии, к «националистам» примкнул только один земский начальник первого участка Лаишевского уезда И. А. Рындовский.
Между тем, «националисты» предпочли сделать «хорошую мину при плохой игре», демонстративно отпраздновав свою «победу».
В письме, направленном после выборов А. Е. Дубровским в министерство внутренних дел Я. Я. Литвинову, говорилось, в частности: «Благоприятные результаты, достигнутые в Казанской губернии, где впервые не прошёл ни один представитель оппозиционных партий, свидетельствуют, что работа не пропала даром».

## Прекращение деятельности
Избирательное поражение местных «националистов» поставило их организацию на грань распада. Предпринятые вскоре после выборов Н. А. Ильяшенко и его немногочисленными единомышленниками попытки реанимировать деятельность клуба успехом не увенчались, и уже на рубеже 1912—1913 гг. он прекратил своё политическое существование.
На последовавший в декабре 1914 г. запрос Казанского Губернского по делам об обществах Присутствия профессор Н. Ф. Высоцкий заявил, что «названный Клуб был учрежд[ением] временным, имевшим своей задачей организацию выборов в 4-ю Государственную Думу». «По окончании этих выборов, — добавлял он, — клуб прекратил своё существование».